# 赤井正二
赤井 正二（あかい しょうじ、1951年8月 ‐ ）は、日本の思想史家、社会学者。専門分野は社会文化史、社会科学論。立命館大学名誉教授。和歌山県和歌山市出身。

## 来歴
1975年3月、早稲田大学第一文学部哲学専攻を卒業。
1982年3月、一橋大学大学院社会学研究科修士課程修了。1987年一橋大学大学院社会学研究科博士課程後期課程を単位取得満期退学する。富沢賢治ゼミや、岩崎允胤ゼミで指導を受けた。
同年4月より立命館大学産業社会学部の助教授となり、1994年4月に教授に昇格した。
2016年に刊行した初の単著『旅行のモダニズム─大正昭和前期の社会文化変動─』は、複数の書評に取り上げられた。
2017年3月、立命館大学を定年退職し、4月に同大学名誉教授となる。

## 著書
各書誌情報については脚注出典（「赤井正二教授　略歴と業績」）による。

### 単著
- 『旅行のモダニズム─大正昭和前期の社会文化変動─』ナカニシヤ出版、2016年

### 共編著
- 『ヘーゲルの思想と現代』汐文社、1981年（分担執筆181-207頁）
- 岩崎允胤・鯵坂真（編）『西洋哲学史概説』有斐閣、1986年（分担執筆462-474頁）
- 富沢賢治（編）『労働と生活』世界書院、1987年（分担執筆199-226頁）
- 佐々木嬉代三・中川勝雄（編）『転換期の社会と人間』法律文化社、1996年（分担執筆139-156頁）
- 井上純一・林弥富（編著）『世紀の転換と社会学』法律文化社、2000年（分担執筆167-191頁)
- 『はじめてのメディア研究─「基礎知識」から「テーマの見つけ方」まで─』世界思想社、2012年（分担執筆「旅行ガイドブックと旅行の「質」、258-265頁）
- 『メディア社会の歩き方』世界思想社、2004年（分担執筆「序章「見えない壁」の向こう側」、1-26・165-178頁）

### 共訳
- ユルゲン・ハーバーマス（編著）・佐藤嘉一他（訳）『テクストとコンテクスト』晃洋書房、2006年（分担翻訳1-26・165-178頁・翻訳者代表）
- マーティン・ジェイ（編）・竹内真澄（監訳）『ハーバーマスとアメリカ・フランクフルト学派』大月書店、1998年（分担翻訳81-121頁）